# Krater wulkaniczny

Wulkan
1. komora wulkaniczna
2. skała macierzysta
3. kanał lawowy
4. podnóże
5. sill
6. przewód boczny
7. warstwy popiołu emitowanego przez wulkan
8. zbocze
9. warstwy lawy emitowanej przez wulkan
10. gardziel
11. stożek pasożytniczy
12. potok lawowy
13. komin
14. krater główny
15. chmura popiołu

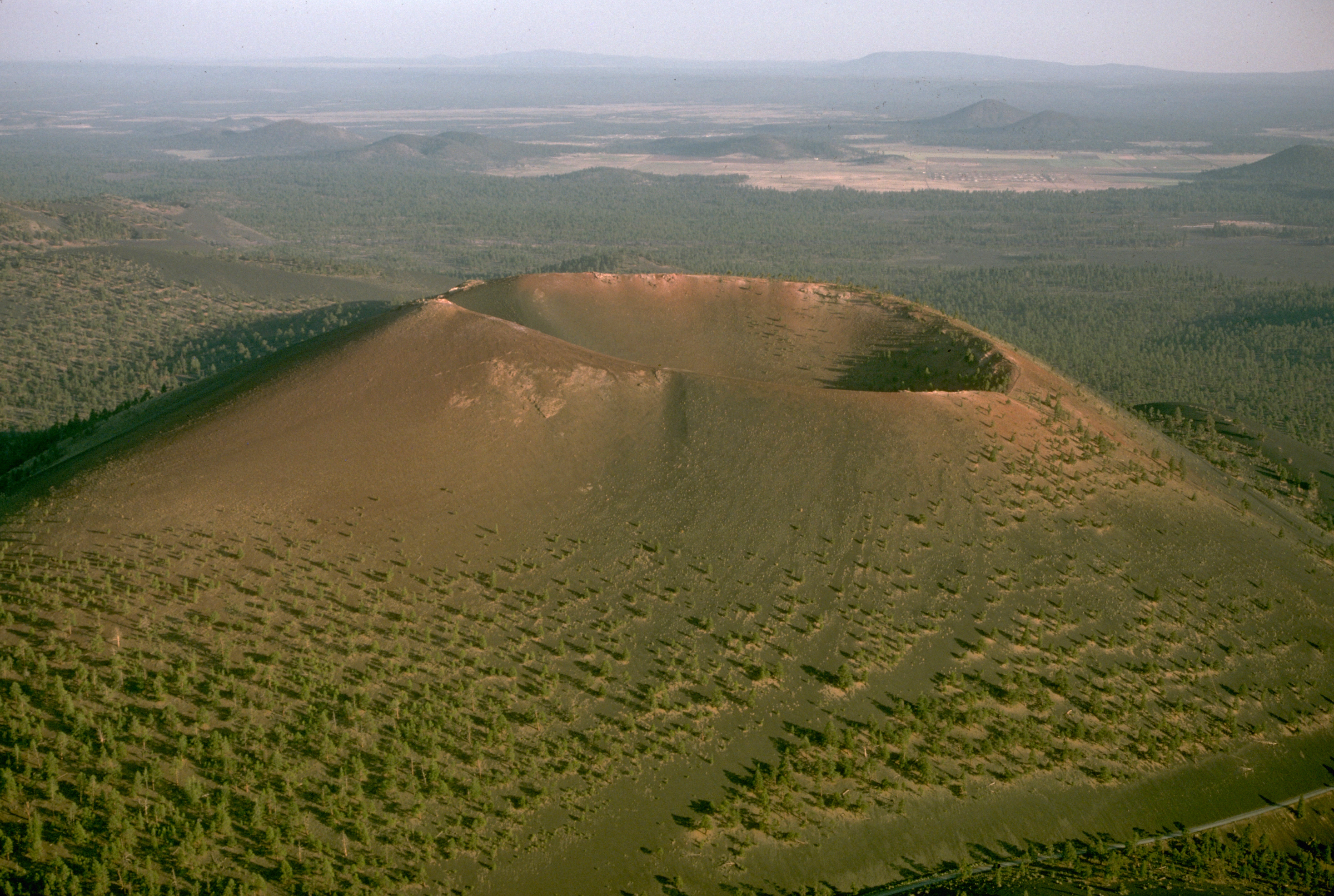
Krater Zachodzącego Słońca w Arizonie

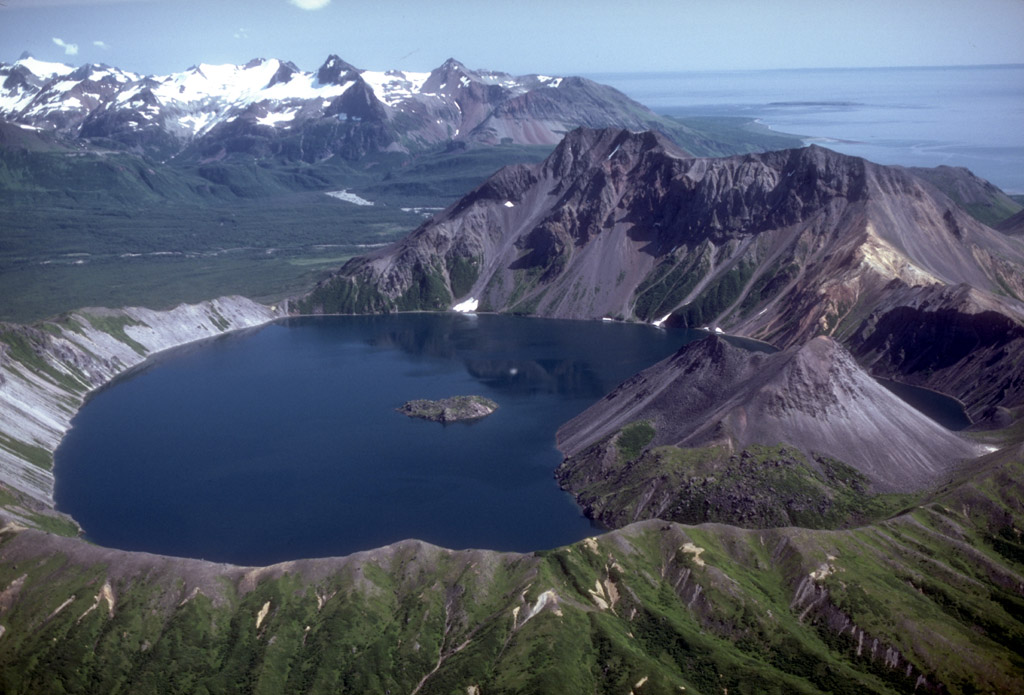
Krater wulkaniczny Mount Kaguyak, Alaska

Krater wulkaniczny – zagłębienie u wylotu komina wulkanicznego, znajdujące się zwykle na szczycie stożka wulkanicznego, czasami także na jego zboczach, gdzie stanowią wyloty kominów stożków pasożytniczych. Przez krater wydobywają się lawa i gazy wulkaniczne wraz z cząstkami wulkanicznymi i pyłami.
Krater może przybierać różne kształty, np. lejkowate czy miskowate. Średnica największych kraterów ziemskich może przekraczać 1,5 km
Wulkan może mieć jeden lub więcej kraterów.